# Melothria longituba
Melothria longituba là một loài thực vật có hoa trong họ Cucurbitaceae. Loài này được C. Jeffrey mô tả khoa học đầu tiên năm 1978.